# Fritz Sauckel
Ernst Friedrich Christoph (Fritz) Sauckel (Haßfurt, 27 oktober 1894 – Neurenberg, 16 oktober 1946) was tijdens de oorlog de leider van de dwangarbeid (Arbeitseinsatz) in nazi-Duitsland. Hij werd opgehangen na de oorlog.
Sauckel behoorde als nationaalsocialistisch politicus tot de eerste leden van de NSDAP (Nationaalsocialistische Duitse Arbeiderspartij). In 1927 werd Sauckel gouwleider van Thüringen. Van 1932 tot 1933 was hij minister-president van Thüringen. Na Hitlers machtsovername in Duitsland in 1933 werd de autonomie van de deelstaten opgeheven en werd  hij rijksstadhouder van Thüringen en lid van de Rijksdag.
In 1942, gedurende de Tweede Wereldoorlog, werd Sauckel benoemd tot Generalbevollmächtiger (Algemeen Gevolmachtigde) van de Arbeitseinsatz (Arbeidsinzet). In die rol droeg hij de hoofdverantwoordelijkheid (in samenwerking met Robert Ley) voor de inzet van dwangarbeiders voor de Duitse oorlogseconomie. Albert Speer bepaalde de hoeveelheid dwangarbeiders en Sauckel leverde hen.

## Proces
Tijdens het Proces van Neurenberg werd Fritz Sauckel aangeklaagd voor samenzwering, misdaden tegen de vrede, oorlogsmisdaden en misdaden tegen de menselijkheid. In tegenstelling tot de verdediging van Albert Speer wist hij de rechters niet te overtuigen. De ex-zeeman wekte met zijn boerse manieren niet veel sympathie op bij de rechters van het hof. Hij beschouwde de gedwongen tewerkstelling niet als slavenarbeid. Het hof achtte hem schuldig aan oorlogsmisdaden en misdaden tegen de menselijkheid. Op 10 oktober 1946 werd Sauckel ter dood veroordeeld en op 16 oktober 1946 werd hij opgehangen. Zijn laatste woorden waren "Ik ben onschuldig, mijn veroordeling is fout. God bescherme Duitsland."

## Familie
Op 27 oktober 1922 trouwde Sauckel met Elisabeth Sauckel (geboortenaam Wetzel), (geboren 17 februari 1897 in Schweinfurt). Het echtpaar kreeg tien kinderen tussen 1923 en 1937. Twee zonen sneuvelden tijdens de Tweede Wereldoorlog.

## Carrière
Sauckel bekleedde verschillende rangen in zowel de Allgemeine-SS als Waffen-SS. De volgende tabel laat zien dat de bevorderingen niet synchroon liepen.
| Datums           | Zeevaart                  | Sturmabteilung       | NSDAP                                 | Allgemeine-SS        |
| ---------------- | ------------------------- | -------------------- | ------------------------------------- | -------------------- |
| 1909             | Käjütjunge - Schiffsjunge | —                    | —                                     | —                    |
|                  | Leichtmatrose             | —                    | —                                     | —                    |
| Augustus 1914    | Vollmatrose               | —                    | —                                     | —                    |
| 1922             | —                         | SA-Mann              | —                                     | —                    |
| 1923             | —                         | —                    | Ortsgruppenführer der NSDAP           | —                    |
| 1923             | —                         | —                    | Bezirksleiter der NSDAP               | —                    |
| 6 februari 1927  | —                         | —                    | Stellvertretender Gauleiter der NSDAP | —                    |
| 1 oktober 1927   | —                         | —                    | Gauleiter der NSDAP                   | —                    |
| 9 november 1933  | —                         | SA-Gruppenführer     | —                                     | —                    |
| 9 september 1934 | —                         | —                    | —                                     | SS-Gruppenführer     |
| 9 november 1937  | —                         | SA-Obergruppenführer | —                                     | —                    |
| 30 januari 1942  | —                         | —                    | —                                     | SS-Obergruppenführer |

## Lidmaatschapsnummers
- NSDAP-nr.: 1395[19] (lid geworden 1 januari 1923[15][12])
- SS-nr.: 254 890[19] (lid geworden 9 september 1934[15][2][3])

## Decoraties
Selectie:
- Gouden Ereteken van de NSDAP[2] in 1933[20]
- Dienstonderscheiding van de NSDAP in goud[2] in 1942[20]
- SS-Ehrenring[21][17] op 1 december 1936[20]
- Ehrenwinkel der Alten Kämpfer in februari 1934[20]
- Coburg-insigne[21][2] in oktober 1932[20]

## Publicaties
- (de)  Kampf und Thüringen. Ein Bericht über die Tätigkeit des ersten nationalsozialistischen Staatsministers und der thüringischen Landtagsfraktion im Jahre 1930. 1930.
- (de)  Kampf und Sieg in Thüringen. 1934.
- (de)  Kampfreden. Dokumente aus der Zeit der Wende und des Aufbaus. 1935.
- (de)  Der Führer in Weimar 1925-1938. 1938.
- (de)  Die Wilhelm-Gustloff-Stiftung. Ein Tatsachen- und Rechenschaftsbericht über Sozialismus der Gesinnung und der Tat in einem nationalsozialistischen Musterbetrieb des Gaues Thüringen der NSDAP. Weimar, 30. Januar 1938. 1938.
- (de)  Bekenntnis zum Kinderreichtum der Tüchtigen. Rede des Gauleiters und Reichsstatthalters Fritz Sauckel am 26. Juni 1938 in Weimar. 1938.
- (de)  Programm des Arbeitseinsatz. 1942.